# Satellite Award per il miglior film in lingua straniera
Il Satellite Award per il miglior film in lingua straniera è un riconoscimento annuale dei Satellite Awards, consegnato dall'International Press Academy.

## Vincitori e candidati
I vincitori sono indicati in grassetto.

### Anni 1990
1997
- Le onde del destino (Breaking the Waves) • Danimarca
- Azúcar amarga • Cuba
- Il buio nella mente (Le cérémonie) • Francia
- Kolya (Kolja) • Repubblica Ceca
- Il prigioniero del Caucaso (Kavkazskiy plennik) • Russia
- Ridicule • Francia

1998
- Vuoi ballare? - Shall We Dance? (Shall We Dansu?) • Giappone
- La mia vita in rosa (Ma vie en rose) • Francia
- Ponette • Francia
- La Promesse • Belgio
- Carne trémula • Spagna

1999
- Central do Brasil • Brasile
- Festen - Festa in famiglia (Festen) • Danimarca
- La vita è bella • Italia
- Solo le nuvole (Bare skyer beveger stjernene) • Norvegia
- La séparation • Francia

### Anni 2000
2000
- Tutto su mia madre (Todo sobre mi madre) • Spagna/Francia
- Tre stagioni (Three Seasons/Ba mua) • USA/Vietnam
- L'imperatore e l'assassino (Jing ke ci qin wang) • Cina/Giappone/Francia
- Il re delle maschere (Bian Lian) • Cina
- Il violino rosso (Le violon rouge) • Canada/Italia/Regno Unito
- Lola corre (Lola rennt) • Germania

2001
- La tigre e il dragone (Wo hu cang long) • Taiwan
- Goya (Goya en Burdeos) • Spagna
- Il diario di sua moglie (Dnevnik ego zheny) • Russia
- Malèna • Italia
- Malli • India
- La doccia (Xizao) • Cina

2002
- No Man's Land (Ničija zemlja) • Bosnia ed Erzegovina
- Il favoloso mondo di Amélie (La fabuleux destin d'Amélie Poulain) • Francia
- Baran • Iran
- Le biciclette di Pechino (Shiqi sui de dan che) • Cina/Francia/Taiwan
- La principessa + il guerriero (Der Krieger und die Kaiserin) • Germania
- La vergine dei sicari (La virgen de los sicarios) • Colombia/Francia/Spagna

2003
- Parla con lei (Hable con ella) • Spagna
- Tutto o niente (All or Nothing) • Regno Unito
- Bloody Sunday • Irlanda/Regno Unito
- Tutti amano Alice (Alla älskar Alice) • Svezia
- Monsoon Wedding - Matrimonio indiano (Monsoon Wedding) • India
- Rain • Nuova Zelanda
- Lucía y el sexo • Francia/Spagna

2004
- City of God (Cidade de Deus) • Brasile
- Le invasioni barbariche (Les invasions barbares) • Canada
- Gloomy Sunday (Gloomy Sunday - Ein Lied von Liebe und Tod) • Germania
- Monsieur Ibrahim e i fiori del Corano (Monsieur Ibrahim et les fleurs du Coran) • Francia
- Osama • Afghanistan/Iran
- Primavera, estate, autunno, inverno... e ancora primavera (Bom yeoreum gaeul gyeoul geurigo bom) • Corea del Sud

2005 (gennaio)
- Mare dentro (Mar adentro) • Spagna
- La mala educación • Spagna
- Non ti muovere • Italia
- La foresta dei pugnali volanti (Shi mian mai fu) • Cina
- I diari della motocicletta (Diarios de motocicleta) • Argentina
- Una lunga domenica di passioni (Un long dimanche de fiançailles) • Francia

2005 (dicembre)
- Due madri per Eero (Äideistä Parhain) • Finlandia/Svezia
- Camminando sull'acqua (Lalekhet Al HaMayim) • Israele
- I figli della guerra (Voces inocentes) • Messico
- Lila dice (Lila dit ça) • Francia
- 2046 • Cina
- Le tartarughe possono volare (Lakposhtha ham parvaz mikonand) • Iran

2006
- Volver • Spagna
- Apocalypto • Stati Uniti
- I tempi che cambiano (Les temps qui changent) • Francia
- Le vite degli altri (Das Leben der Anderen) • Germania
- La sposa siriana (The Syrian Bride) • Israele
- Water - Il coraggio di amare (Water) • Canada

2007
- Lussuria - Seduzione e tradimento (Se, jie) • Taiwan
- 4 mesi, 3 settimane, 2 giorni (4 luni, 3 saptamani si 2 zile) • Romania
- La vie en rose (La môme) • Francia
- Offside • Iran
- The Orphanage (El orfanato) • Spagna
- 10 canoe (Ten Canoes) • Australia

2008
- Gomorra • Italia
- Caramel • Francia/Libano
- La classe - Entre les murs (Entre les murs) • Francia
- Lasciami entrare (Låt den rätte komma in) • Svezia
- Reprise • Norvegia
- Sangre de mi sangre • Argentina

2009
- Affetti & dispetti (La nana) • Cile/Messico - ex aequo
- Gli abbracci spezzati (Los abrazos rotos) • Spagna - ex aequo
- Il nastro bianco (Das weisse Band - Eine deutsche Kindergeschichte) • Austria
- J'ai tué ma mère • Canada
- La battaglia dei tre regni (Chi bi) • Cina
- Winter in Wartime • Belgio

### Anni 2010
2010
- Uomini che odiano le donne (Män som hatar kvinnor) • Svezia
- Biutiful • Messico
- Uomini senza legge (Hors-la-loi) • Algeria
- Io sono l'amore • Italia
- Mother • Corea
- Soul Kitchen • Germania
- White Material • Francia

2011
- I misteri di Lisbona (Mistérios de Lisboa) • Portogallo
- Miss Bala • Messico
- Una separazione (Jodāyi-e Nāder az Simin) • Iran
- Il ragazzo con la bicicletta (Le gamin au vélo) • Belgio
- Il cavallo di Torino (A torinói ló) • Ungheria
- Las acacias • Argentina
- 13 assassini (Jûsan-nin no shikaku) • Giappone
- Mozart's Sister (Nannerl, la soeur de Mozart) • Francia
- Miracolo a Le Havre (Le Havre) • Finlandia
- Faust • Russia

2012
- Pietà • Corea (ex aequo)
- Quasi amici - Intouchables (Intouchables) • Francia
- Amour • Austria
- Royal Affair • Danimarca
- Our Children • Belgio
- Kon-Tiki • Norvegia
- Oltre le colline (Beyond the Hills) • Romania
- Rebelle • Canada
- Cesare deve morire • Italia

2013
- Alabama Monroe - Una storia d'amore • Belgio
- Il sospetto (Jagten) • Danimarca
- La vita di Adele (La Vie d'Adèle) • Francia
- Four Corners • Sudafrica
- La bicicletta verde (Wadjda) • Arabia Saudita
- Circles • Serbia
- Il passato (Le Passé) • Iran
- La grande bellezza • Italia
- Metro Manila • Regno Unito
- Bethlehem • Israele

2015
- Tangerines (Mandariinid) • Estonia
- Little England • Grecia
- Viviane (Gett: The Trial of Viviane Amsalem) • Israele
- Ida • Polonia
- Forza maggiore (Force majeure) • Svezia
- Leviathan • Russia
- Mommy • Canada
- Timbuktu • Mauritania
- Storie pazzesche (Relatos salvajes) • Argentina
- Due giorni, una notte (Deux jours, une nuit) • Belgio

2016
- Il figlio di Saul (Saul fia) • Ungheria
- The Throne (사도) • Corea del Sud
- È arrivata mia figlia! (Que Horas Ela Volta?) • Brasile
- Sole alto (Zvizdan) • Croazia
- Dio esiste e vive a Bruxelles (Le tout nouveau testament) • Belgio
- The Assassin (聂隐娘) • Taiwan
- Mustang • Francia
- Il labirinto del silenzio (Im Labyrinth des Schweigens) • Germania
- Goodnight Mommy (Ich seh, Ich seh) • Austria
- Un piccione seduto su un ramo riflette sull'esistenza (En duva satt på en gren och funderade på tillvaron) • Svezia

2017
- Il cliente (Forušande) • Iran
- Le Ardenne - Oltre i confini dell'amore (D'Ardennen) • Belgio
- Elle • Francia
- Agassi • Corea del Sud
- La vera storia di Olli Mäki (Hymyilevä mies) • Finlandia
- Julieta • Spagna
- Mr. Ove (En man som heter Ove) • Svezia
- Ma' Rosa • Filippine
- Paradise • Russia
- Vi presento Toni Erdmann (Toni Erdmann) • Germania

2018
- Oltre la notte (Aus dem Nichts), regia di Fatih Akın • Germania
- 120 battiti al minuto (120 battements par minute), regia di Robin Campillo • Francia
- Contro l'ordine divino (Die göttliche Ordnung), regia di Petra Biondina Volpe • Svizzera
- Foxtrot - La danza del destino (Foxtrot), regia di Samuel Maoz • Israele
- Loveless (Nelyubov), regia di Andrej Zvjagincev • Russia
- Per primo hanno ucciso mio padre (First They Killed My Father), regia di Angelina Jolie • Cambogia
- Seto Surya, regia di Deepak Rauniyar • Nepal
- The Square, regia di Ruben Östlund • Svezia

2019
- Roma, regia di Alfonso Cuarón (Messico)
- Un affare di famiglia (Manbiki kazoku), regia di Hirokazu Kore'eda (Giappone)
- The Cakemaker, regia di Ofir Raul Graizer (Israele)
- Cold War (Zimna wojna), regia di Paweł Pawlikowski (Polonia)
- Il colpevole - The Guilty (Den skyldige), regia di Gustav Möller (Danimarca)
- I Am Not a Witch, regia di Rungano Nyoni (Regno Unito)

### Anni 2020
2020
- Tõde ja õigus, regia di Tanel Toom (Estonia)
- Atlantique, regia di Mati Diop (Senegal)
- Dolor y gloria, regia di Pedro Almodóvar (Spagna)
- I miserabili (Les Misérables), regia di Ladj Ly (Francia)
- Nabarvené ptáče, regia di Václav Marhoul (Repubblica Ceca)
- Parasite (Gisaengchung), regia di Bong Joon-ho (Corea del Sud)
- La ragazza d'autunno (Dylda), regia di Kantemir Balagov (Russia)
- Ritratto della giovane in fiamme (Portrait de la jeune fille en feu), regia di Céline Sciamma (Francia)

2021
- La llorona, regia di Jayro Bustamante (Guatemala)
- Un altro giro (Drunk), regia di Thomas Vinterberg (Danimarca)
- Atlantis (Atlantyda), regia di Valentyn Vasjanovyč (Ucraina)
- Due (Deux), regia di Filippo Meneghetti (Francia)
- Jallikattu, regia di Lijo Jose Pellissery (India)
- Non sono più qui (Ya no estoy aquí), regia di Fernando Frías de la Parra (Messico)
- Schwesterlein, regia di Stéphanie Chuat e Véronique Reymond (Svizzera)
- A Sun (Yángguāng pǔzhào), regia di Chung Mong-hong (Taiwan)
- Tove, regia di Zaida Bergroth (Finlandia)

2022
- Drive My Car (Doraibu mai kā), regia di Ryūsuke Hamaguchi (Giappone)
- Scompartimento n. 6 - In viaggio con il destino (Hytti nro 6), regia di Juho Kuosmanen (Finlandia)
- Flee (Flugt), regia di Jonas Poher Rasmussen (Danimarca)
- Il capo perfetto (El buen patrón), regia di Fernando León de Aranoa (Spagna)
- È stata la mano di Dio, regia di Paolo Sorrentino (Italia)
- Un eroe (Qahremān), regia di Asghar Farhadi (Iran)
- Prayers for the Stolen (Noche de fuego), regia di Tatiana Huezo Sánchez (Messico)
- Titane, regia di Julia Ducournau (Francia)
- La persona peggiore del mondo (Verdens verste menneske), regia di Joachim Trier (Norvegia)

2023
- Argentina, 1985, regia di Santiago Mitre (Argentina)
- Bardo, la cronaca falsa di alcune verità (Bardo, False Chronicle of a Handful of Truths), regia di Alejandro González Iñárritu (Messico)
- Close, regia di Lukas Dhont (Belgio)
- Il corsetto dell'imperatrice (Corsage), regia di Marie Kreutzer (Austria)
- Decision to Leave (Decision to Leave), regia di Park Chan-wook (Corea del Sud)
- Holy Spider, regia di Ali Abbasi (Danimarca)
- The Quiet Girl (An Cailín Ciúin), regia di Colm Bairéad (Irlanda)
- Krigsseileren, regia di Gunnar Vikene (Norvegia)

2024
- La zona d'interesse (The Zone of Interest), regia di Jonathan Glazer (Regno Unito)
- Anatomia di una caduta (Anatomie d'une chute), regia di Justine Triet
- Foglie al vento (Kuolleet lehdet), regia di Aki Kaurismäki
- Io capitano, regia di Matteo Garrone (Italia)
- La società della neve (La sociedad de la nieve), regia di Juan Antonio Bayona (Spagna)
- La sala professori (Das Lehrerzimmer), regia di İlker Çatak (Germania)
- Blaga's Lessons (Уроците на Блага), regia di Stephan Komandarev (Bulgaria)